# Halton
Halton este o Autoritate Unitară în regiunea North West England. 

## Orașe în cadrul districtului
- Runcorn;
- Widnes;

1. ↑   https://ons.maps.arcgis.com/home/item.html?id=a79de233ad254a6d9f76298e666abb2b Lipsește sau este vid: |title= (ajutor)